# Бениця (Лендава)
Бениця (словен. Benica) — поселення в общині Лендава, Помурський регіон, Словенія.

## Географія
Поселення є найсхіднішим поселенням Словенії. Поселення розташоване на лівому березі річки Мура. Лендава знаходиться за 8 кілометрів на південний схід. Висота над рівнем моря: 155,3 м.

## Населення
У 2011 році перепису населення, в Беніці було 84 жителів.
| Населення за переписом населення | Населення за переписом населення | Населення за переписом населення |
| -------------------------------- | -------------------------------- | -------------------------------- |
| 1991 рік                         | 2002 рік                         | 2011 рік                         |
| 86                               | 75                               | 84                               |

## Клімат
Клімат бореальний. Найтепліший місяць серпень температура +27°C, а найхолодніший грудень +2°C.

## Історія
До територіальної перебудови в Словенії вона входила до старої муніципалітету Лендава.

### Історія землі
У 1379 році родина Банфі отримала цю територію в якості пожертви від короля Угорщини Людовика Угорського. Потім територія перейшла у власність родини Надасді. У 1690 році Палатин Естергазі купив цю територію.

### Заснування
Село було засноване у 1922 році. Його заснували 32 сім'ї, які втратили свої будинки після закінчення Першої світової війни. У Селі було побудовані  33 однакових дерев’яних будинки, 32 будівлі були житлові, а одна стала початковою школою.

### Сільське господарство
У селі вирощували цикорій, Спаржу, різні овочі, а також фрукти. Більше всього вирощували вишню. Урожай продавали в найближчих містах, від Загреба до Марибору. Ще у селі робили молочні продукти вершкове масло і сир. 

### Спорт
Після двох світових війн жителі заснували один із перших гімнастичних клубів у Словенії та один із найсильніших у Прекмур'ї - товариство Сокіл. Як член збірної Югославії, один із членів клубу брав участь в Олімпійських іграх у Берліні.